# Octineon chilense
Octineon chilense is een zeeanemonensoort uit de familie Octineonidae. De anemoon komt uit het geslacht Octineon. Octineon chilense werd in 1959 voor het eerst wetenschappelijk beschreven door Carlgren. 